# Herb Małomic
Herb Małomic – jeden z symboli miasta Małomice i gminy Małomice w postaci herbu określony w uchwale rady miejskiej nr IX/54/2003 z 18 lipca 2003.

## Wygląd i symbolika
Herb przedstawia na biało-czerwonej tarczy czarne kowadło z umieszczoną na nim dużą złotą literą „M”, na której znajduje się młot kowalski ze złotym trzonkiem.
Litera „M” symbolizuje nazwę miasta. Herb został  w sprawie uchwalenia Statutu Gminy Małomice.